# زوران لونتشار
زوران لونتشار (بالصربية: Зоран Лончар)‏ هو مدرب كرة قدم ولاعب كرة قدم صربي في مركز الهجوم، ولد في 13 ديسمبر 1966 في بلغراد في صربيا. شارك مع منتخب صربيا تحت 19 سنة لكرة القدم. أما مع النوادي، فقد لعب مع أريس تسالونيكي ونادي أو إف كيه بيوغراد.

## وصلات خارجية
- زوران لونتشار على موقع قاعدة بيانات كرة القدم.إي يو (الإنجليزية)
- زوران لونتشار على موقع عالم كرة القدم.نت (الإنجليزية)